# Edwin Moses
Edwin Corley Moses, född 31 augusti 1955 i Dayton, Ohio, är en amerikansk före detta friidrottare, flerfaldig vinnare av både OS- och VM-guld i grenen 400 meter häck.
Moses tog OS-guld på 400 meter häck vid både Olympiska sommarspelen 1976 och Olympiska sommarspelen 1984. Han vann också två VM-guld (1983 och 1987) samt tog ett OS-brons 1988 i Seoul. Moses fick dock inte möjlighet att försvara sitt OS-guld från 1976 då USA bojkottade OS i Moskva 1980 i protest mot Sovjetunionens invasion av Afghanistan 1979.
Moses, allmänt ansedd som världens främste häcklöpare och en av de främsta friidrottarna genom tiderna, satte åren 1977-1987 ett mycket svårslaget rekord då han vann hela 122 lopp i rad. Hans snabbaste tid (47,02 s) stod länge som världsrekord innan den överträffades av Kevin Young i OS 1992.
Moses jobbade under VM i friidrott 2003 som expertkommentator och intervjuare i "mixade zonen" på svenska TV-kanalen TV4.
I september 2012 valdes Moses till ordförande i United States Anti-Doping Agency.